# フェラーリ・250TR

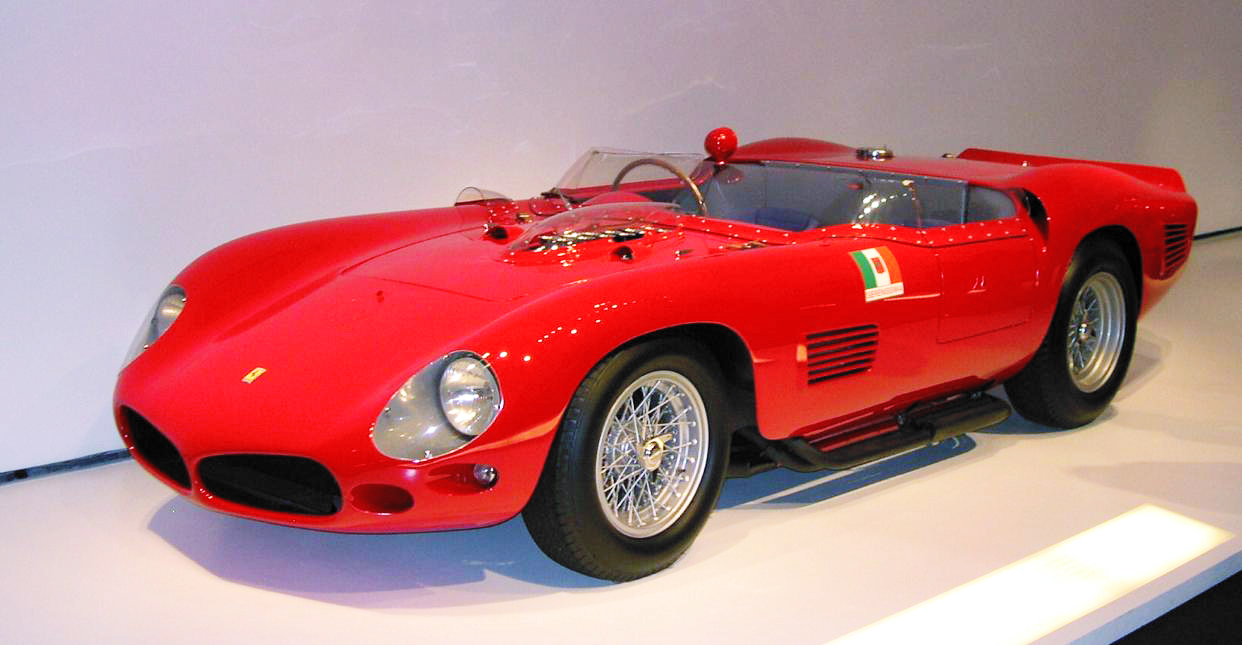
1961年250TR61

250TR（テスタロッサ）は1958年からのワールド・スポーツカー・チャンピオンシップ用に、スクーデリア・フェラーリが開発したレース用車両。19台の市販型と、ワークスが使用した15台がある。

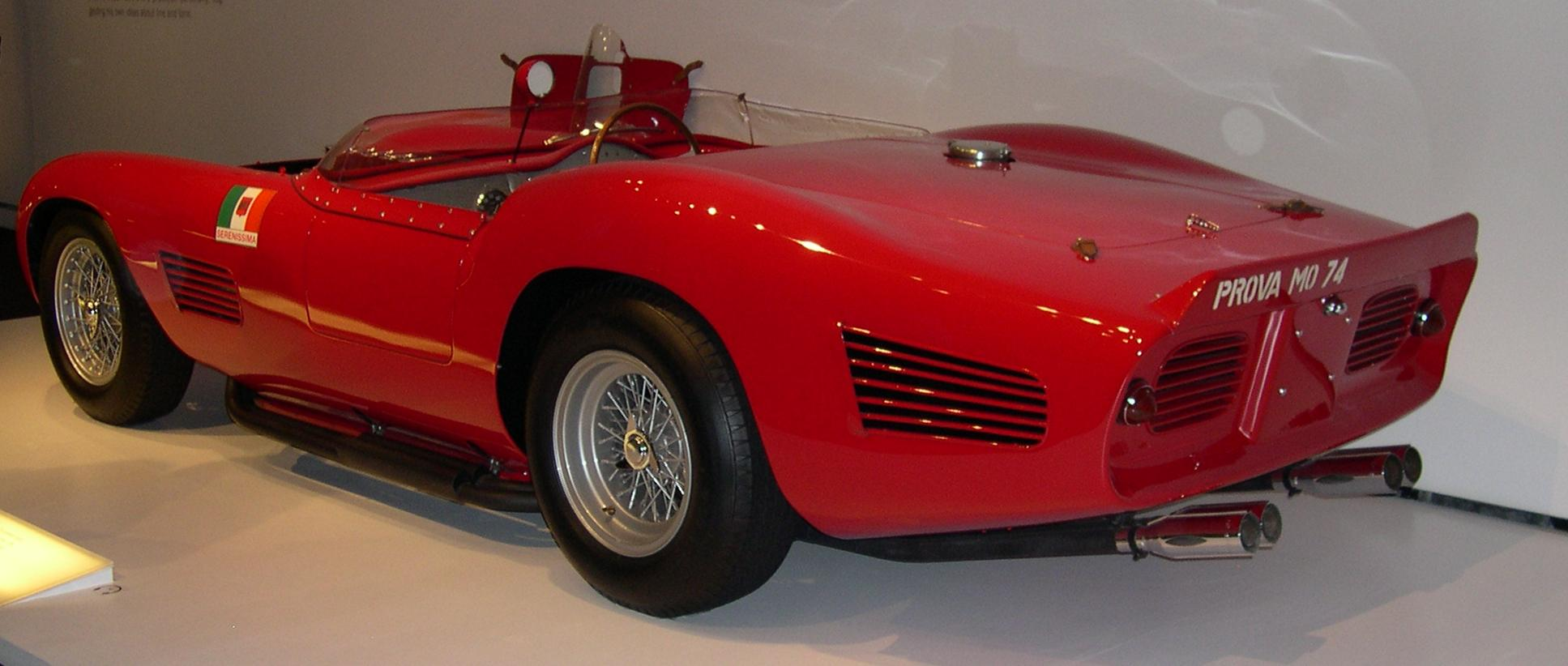
リアにはスポイラーが付けられる

なおTRと呼ばれるモデルはこれ以前に、ランプレディ設計の4気筒エンジンを搭載したフェラーリ・500TRがある。

## 概要
1957年のスポーツカー世界選手権シーズン終了後、速度を抑制する目的で、1958年シーズンからレーシングスポーツの排気量を3リットルに制限する旨が発表された。

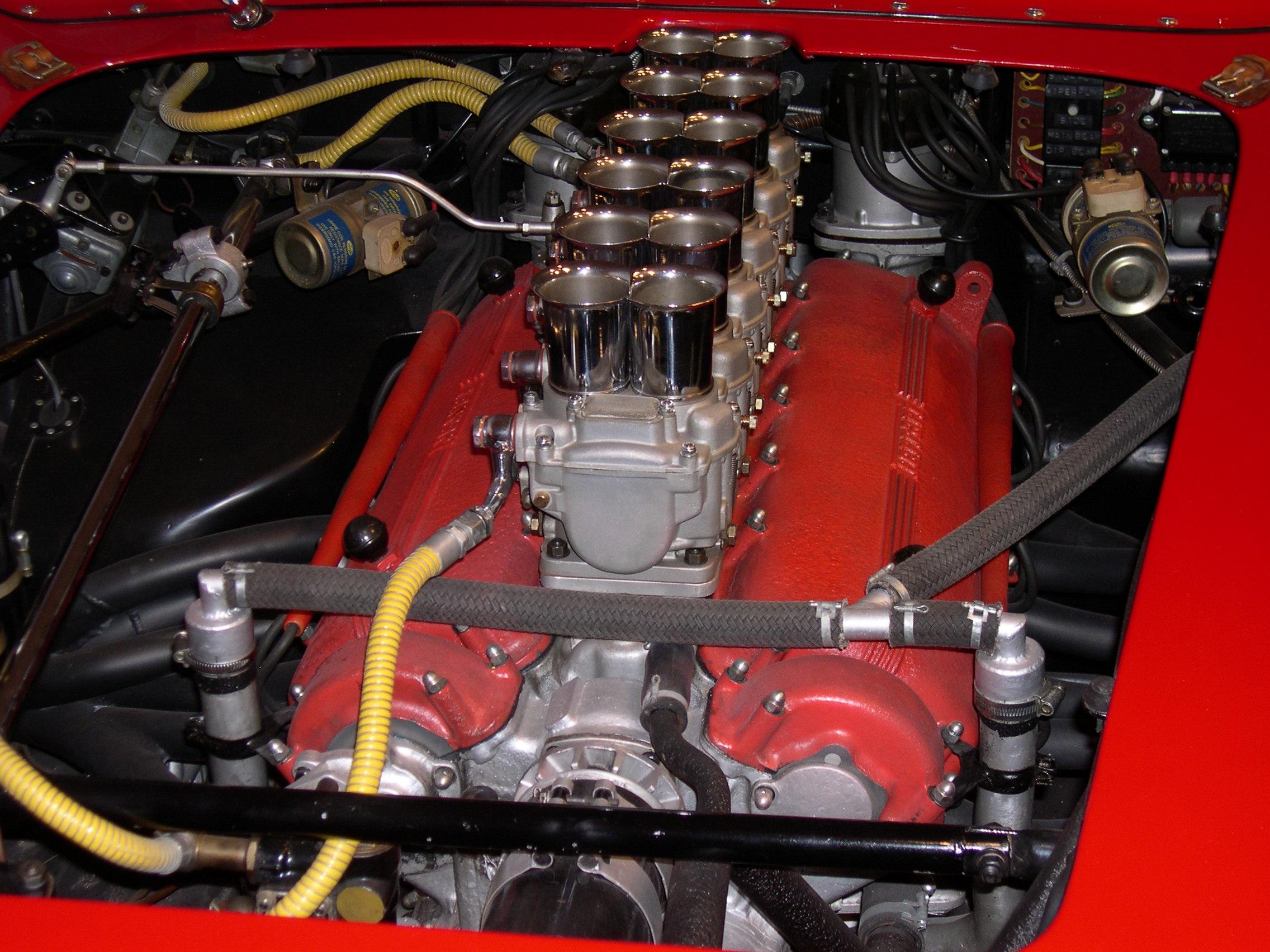
250TR61のエンジン

## 開発
フェラーリは開発に先立ち搭載するエンジンの選択に迫られたが、315Sの4カム（DOHC）や、ディーノV型6気筒等は開発期間の問題から却下され、コロンボ系のV型12気筒エンジンに決定された。これは少量ながら市販される前提のため、プライベートユーザーの手に渡った場合DOHCは扱いがシビアすぎるとの見解からも見送られ、SOHCの250GTユニットに決定された。
新型3リットルマシンへの搭載にあたり、それまでの250GTユニットからの改良点として、点火プラグの位置をVバンクの内側から排気ポート側へ移動し、6基のツインチョーク・ダウンドラフト・ウェーバー・キャブレター38DCNを搭載できた。さらにバルブ径を拡大、軽量コンロッドや軽量ピストンに変更し、最高出力が従来型の240-260bhpから300bhp/7,200rpmへ強化された。このエンジンの開発時、カムカバーを旧型エンジンとの識別のために赤く塗っていたため、新型マシンは250テスタロッサ（TestaRossa 、「赤い頭」との意）とネーミングされ、250TRと略される場合がある。250は当時のフェラーリの伝統に習い、一気筒当りの排気量を表す。しかし初期型TRの250ユニットはピストンにクラックが入るトラブルが多く発生したため、勝てなかったレースも多かった。
シャシは従来型と変わらず、航空機用の太い鋼管によるラダーフレーム、サスペンションはフロントがダブルウィッシュボーンとコイル、リアは横置きリーフスプリングのド・ディオンアクスルか、トレーリングアームとリーフスプリングによるリジットアクスルが選択できた（市販型は後者のみ、後者のリアサスペンションは250GTOまで使われた）。
ホイールベースは2,350mm、トレッドは前が1,308mm、後ろが1,300mm。乾燥重量800kg。トランスミッションはシンクロメッシュの入った自社製4MT。タイヤサイズは前輪5.50×16、後輪6.00×16。燃料タンク容量は140リットル。

## 市販車

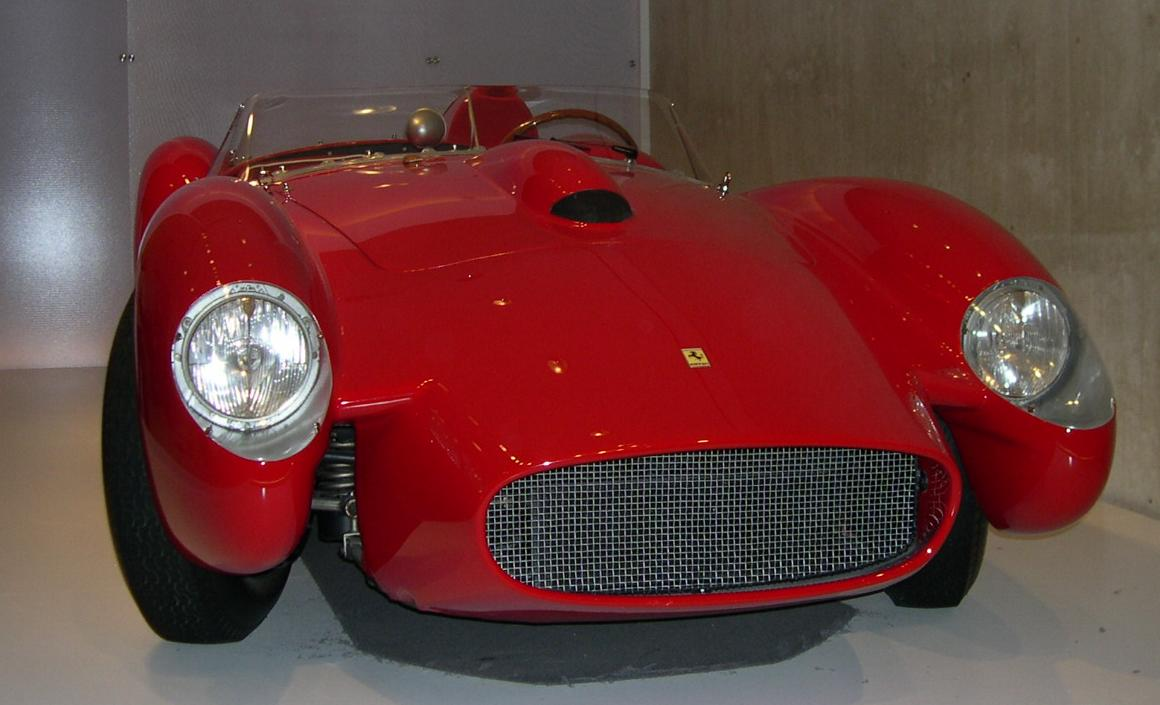
1958年式

最も初期型となるTR/57は、1958年までに19台製造され市販された。
ボディは主にフロントドラムブレーキの冷却目的でいわゆるポンツーンフェンダーを持ち、グリル脇から切れ込むようなデザインを持っている。デザイン及び製作はスカリエッティで、全アルミニウムによる叩き出しで製作されていた。なお同じボディを持つ250モンツァと呼ばれるモデルも存在する。
ブレーキは前後ともアルフィン付ドラム。

## レース車

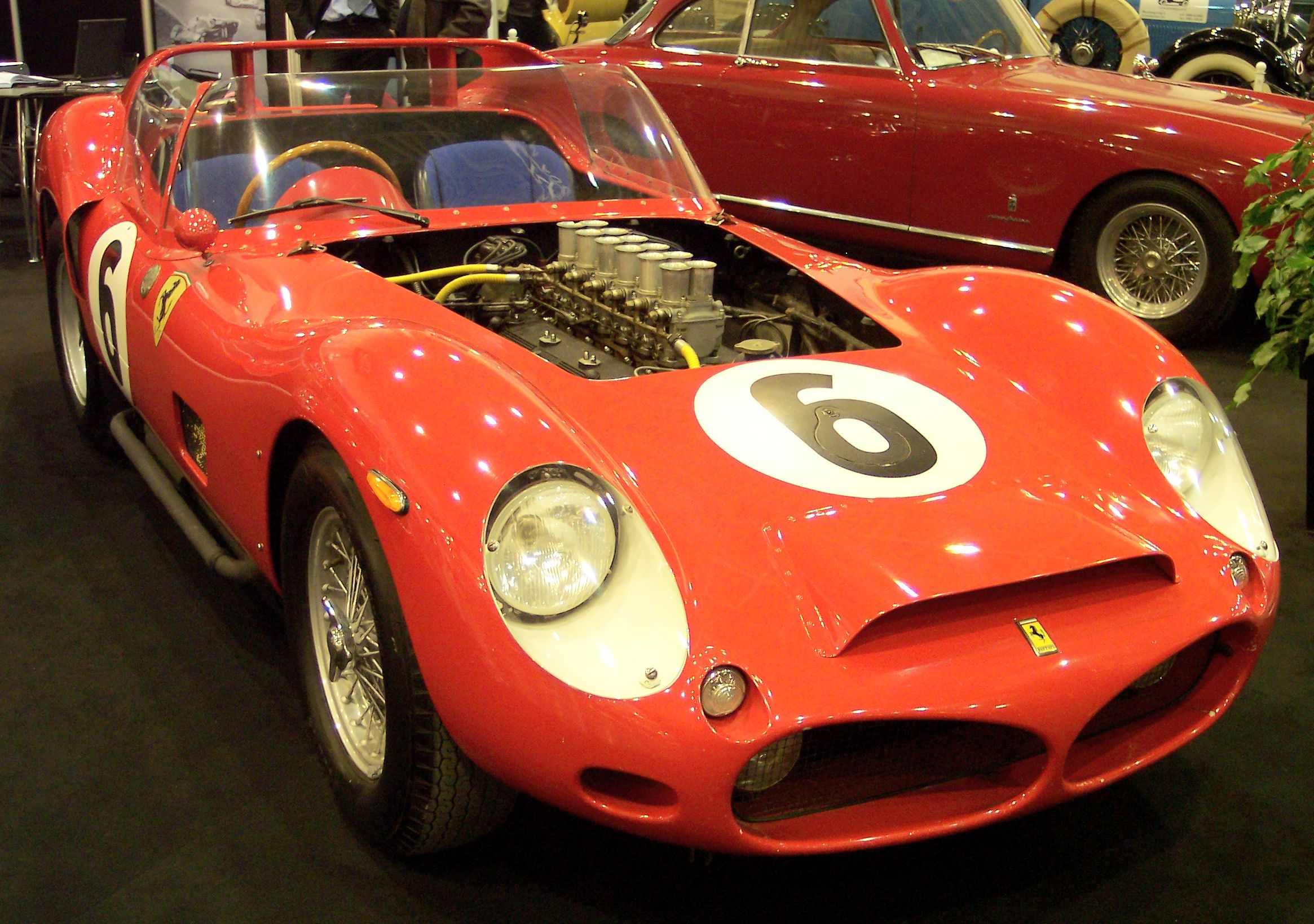
1962年330LM/TRI

ワークスで使用されたテスタロッサには、プロトタイプとして製作された2台、TR/58が2台、TR/59が2台、TR59/60が4台、TRI60が2台、TR/61が2台、4リットルエンジンを搭載し1962年のル・マン24時間レースで優勝した330LM/TRIの合計15台がある。初期のプロトタイプ以外は全てダンロップ製の4輪ディスクブレーキを装備する。
TR/59以降はボディがピニンファリーナデザインとなり、ディスクブレーキを採用した結果不要になったポンツーンフェンダーからラウンドノーズへ変更された。
TRI60のIは独立（Independent ）サスペンションを意味し、その後250P等にも採用されるダブルウィッシュボーン式サスペンションを採用していた。この年のレギュレーション変更により、ウインドシールドが大型化され、コックピット全体を覆うものへ変更された。
TR/61はボディデザインを一新、いわゆる山猫スタイルの、2分割エアインテークグリルのノーズとカットオフテールのリアボディを採用した。
330LM/TRIは4リットルエンジンを搭載、TR/61のフロント周りと、空気の清流効果を狙ったウイング状のロールバーを採用していた。ル・マン24時間レースで優勝した最後のフロントエンジン車となった。